# Léon Martinaud-Déplat

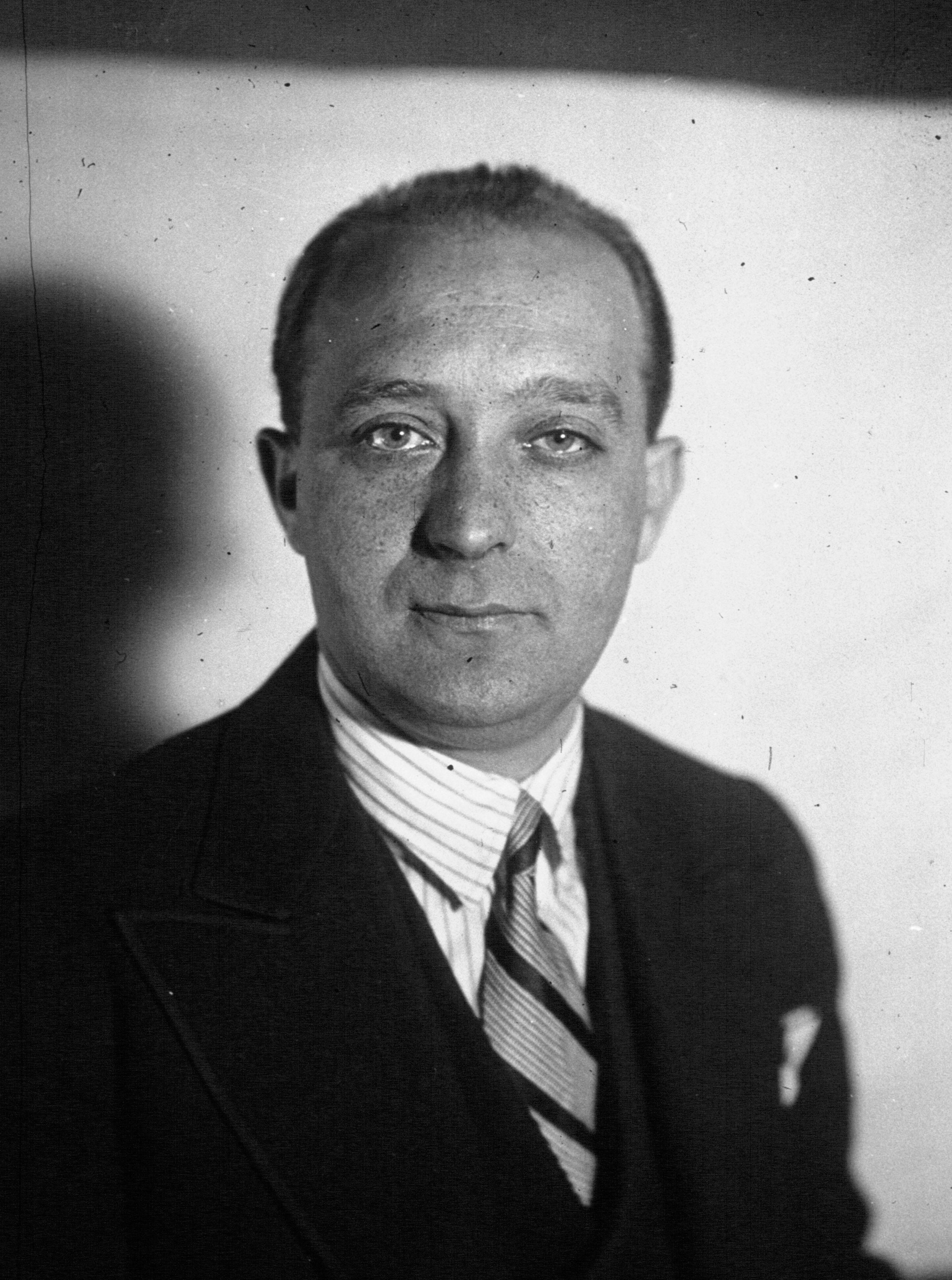
Martinaud-Déplat

Léon Martinaud-Déplat (* 9. August 1899 in Lyon; † 5. Oktober 1969 in Paris) war ein französischer Politiker und Anwalt. Von 1932 bis 1936 und von 1951 bis 1955 war er Mitglied der Nationalversammlung. Er war Innenminister und Justizminister Frankreichs.
Während seiner ersten Amtszeit in der Nationalversammlung, wobei er von 1932 bis 1936 Paris vertrat, arbeitete Martinaud-Déplat im Jahr 1934 kurzzeitig als Unterstaatssekretär des französischen Ministerrates. Von 1939 bis 1940 war er als Kommissar für die Überwachung der französischen Presse zuständig. Nach der Machtübernahme durch das Vichy-Regime zog er sich aus der Politik zunächst zurück. Nachdem Frankreich im Jahr 1944 befreit wurde, nahm er an der Reorganisation der Parti radical teil. 1951 gelang ihm im Département Bouches-du-Rhône der erneute Einzug in die Nationalversammlung. Ab 1952 war er für drei verschiedene Regierungen Justizminister. Am 23. Juni 1953 wechselte er den Posten und wurde Innenminister. 1954 trat er von seinem Amt zurück. Bei den Wahlen im Jahr 1956 konnte er nicht erneut ein Mandat für die Nationalversammlung erringen. Bis zu seinem plötzlichen Tod am 5. Oktober 1969 blieb Martinaud-Déplat Bürgermeister der kleinen Gemeinde Saint-Antonin-sur-Bayon (Département Bouches-du-Rhône).